# Station Beasdale
Beasdale is een spoorwegstation aan de West Highland Line in de buurt van het dorp Glen Beasdale in Schotland. Het station is een request stop, treinen stoppen er alleen op verzoek.